# Chevreuse
 Chevreuse  es una comuna y población de Francia, en la región de Isla de Francia, departamento de Yvelines, en el distrito de Rambouillet. Es la cabecera del cantón de su nombre.
No está integrada en ninguna Communauté de communes. Sin embargo es miembro del sindicato intercomunal SIVOM Région de Chevreuse, Syndicat intercommunal pour l'aménagement hydraulique de la vallée de l'Yvette.

## Demografía
Su población en el censo de 1999 era de 5.364 habitantes. Forma parte de la aglomeración urbana de París.
| 1,971 | 2,339 | 2,744 | 3,409 | 4,186 | 4,811 | 5,027 | 5,364 |
| Para los censos de 1962 a 1999 la población legal corresponde a la población sin duplicidades (Fuente: INSEE [Consultar]) |       |       |       |       |       |       |       |